# Eckersdorf (Thurnau)
Eckersdorf (oberfränkisch: Ächeasch-doaf) ist ein Gemeindeteil des Marktes Thurnau im Landkreis Kulmbach (Oberfranken, Bayern). Eckersdorf liegt in der Gemarkung Thurnau.

## Geographie
Der Weiler liegt am Aubach. Er bildet mit Thurnau eine geschlossene Siedlung und ist als Eckersdorfer Weg in dieser aufgegangen. Dieser führt westwärts zur Kulmbacher Straße (Staatsstraße 2689) bzw. ostwärts zur Jägerstraße (Kreisstraße KU 28). In Eckersdorf steht die sogenannte Schwedenlinde, die als Naturdenkmal ausgezeichnet ist.

## Geschichte
Der Ort wurde 1255 als „Ekkehardestorf“ erstmals urkundlich erwähnt. 1526 wurde der Ort „Eckersdorf“ genannt. Das Bestimmungswort des Ortsnamens ist der Personenname Agihard. Mit dem Personennamen wurde wahrscheinlich der Gründer der Siedlung angegeben.
Gegen Ende des 18. Jahrhunderts bestand Eckersdorf aus vier Anwesen (1 Mühle, 2 Sölden, 1 Haus) und einer zu der Zeit öden Hofstatt. Das Hochgericht sowie die Dorf- und Gemeindeherrschaft und die Grundherrschaft über alle Anwesen übte das Giech’sche Amt Thurnau aus.
Von 1797 bis 1810 unterstand der Ort dem Patrimonialgericht Thurnau. Mit dem Gemeindeedikt wurde Eckersdorf 1811 dem Steuerdistrikt Thurnau und 1818 der Munizipalgemeinde Thurnau zugewiesen.

## Einwohnerentwicklung
| Jahr      | 001818 | 001861 | 001871 | 001885 | 001900 | 001925 | 001950 | 001961 | 001970 | 001987 |
| Einwohner | *      | 56     | 69     | 52     | 50     | 54     | 59     | 51     | 39     | 28     |
| Häuser    | *      |        |        | 5      | 8      | 8      | 8      | 8      |        | 8      |
| Quelle    | [ 8 ]  | [ 11 ] | [ 12 ] | [ 13 ] | [ 14 ] | [ 15 ] | [ 16 ] | [ 17 ] | [ 18 ] | [ 1 ]  |

## Religion
Eckersdorf ist seit der Reformation evangelisch-lutherisch geprägt und nach St. Laurentius (Thurnau) gepfarrt.